# Cynodontium obtusatum
Cynodontium obtusatum là một loài rêu trong họ Dicranaceae. Loài này được Kindb. Kindb. mô tả khoa học đầu tiên năm 1897.